# موسى حقار الصافي سليمان
موسى سليمان (من مواليد 15 يونيو 2004) هو عداء سباقات المضمار مسافات متوسطة من السودان . 

## المولد و النشأة
ولد موسى بإقليم دارفور غرب السودان ونزح إلى القاهرة وهو في التاسعة من عمره ثم ذهب إلى سويسرا في عام 2021 كلاجئ. 

## الحياة المهنية
فاز موسى سليمان بسباق 800 متر في ألعاب الشباب بسويسرا عام 2022 كما فاز في سباق 1000 متر ببطولة الشباب السويسرية في نفس العام. حقق أفضل رقم شخصي له في مسافة 800 متر وهو 1:48.77 في برن في 4 أغسطس 2023  تم إدراجه من قبل مؤسسة اللاجئين الأولمبية (ORF) كواحد من خمسة حاصلين على منح دراسية للرياضيين اللاجئين الجدد في أبريل 2024.  في 2 مايو 2024، تم الإعلان عن انضمامه إلى فريق اللاجئين الأولمبي الذي تم اختياره لأوليمبيات باريس 2024.  